# 安倍良照
安倍 良照（あべ の りょうしょう）は、平安時代の僧。生没年不詳。名は良昭、官照とも伝わる。俗名は則任。安倍忠良の子。安倍頼時の弟にあたる。

## 略歴
若くして僧籍にあったため甥の家任を養子とした。永承6年（1051年）からの前九年の役では頼時に従って家任とともに小松柵(一関市萩荘字谷起島)の守備にあたった。小松柵が頼義軍に焼き払われ、さらに家任らが出家して帰降するなど安倍軍の敗北が決定的となると出羽国に落ち延びたが出羽守源斉頼に捕らえられて大宰府に配流となった。同じく太宰府に配流された家任の没後家任の遺児秀任の養育にあたったという。